# Internationales Folklorefestival Lausitz

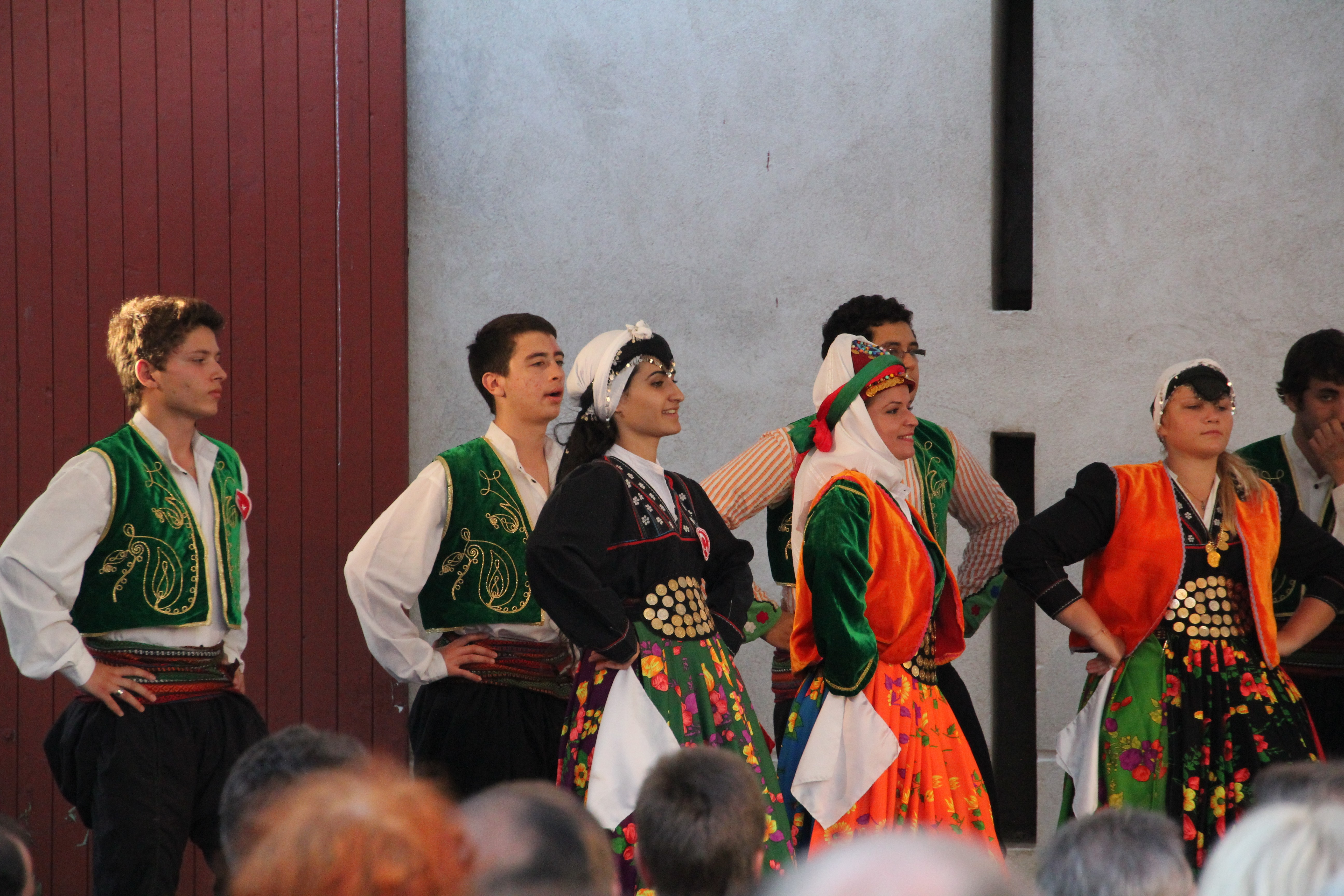
Türkische Tanzgruppe auf dem Folklorefestival in Crostwitz 2011

Das Internationale Folklorefestival Lausitz, obersorbisch Mjezynarodny folklorny festiwal Łužicaⓘ, ist ein seit 1995 alle zwei Jahre im Sommer stattfindendes Festival der Folklore in der Lausitz. Es findet in den Orten Crostwitz, Bautzen und Drachhausen viertägig von Donnerstag bis Sonntag statt und hat ca. 10.000 Besucher.
Es wird von einem Vorbereitungskomitee der Domowina organisiert.
Das Festival startet in der Regel am Donnerstagabend mit einem Festumzug durch Bautzen und der feierlichen Eröffnung. Am Samstag finden Musik- und Tanz-Aufführungen in Crostwitz auf traditionell und festlich geschmückten Bauernhöfen mit verschiedenen internationalen Folkloregruppen statt. Am Sonntag gibt es in Crostwitz einen mehrsprachigen Festgottesdienst und danach einen Festumzug der Teilnehmer durch den Ort.
Ergänzend findet ein Markt traditioneller Gewerke und internationaler Spezialitäten statt.

## Mitwirkende
Neben Tanz- und Folkloregruppen der Lausitzer Sorben kommen während des Festivals Ensembles aus aller Welt in die Lausitz. Ein besonderes Aufmerksamkeit liegt auf der Teilnahme von Vertretern von Volksgruppen und Minderheiten.
Neben zahlreichen Tänzern, Sängern und Instrumentalisten sowie Gruppen aus der Lausitz wirkten bisher Folklore-Ensembles und Tanzgruppen aus folgenden Ländern mit:
- 1995: osteuropäische Länder (eine kaschubische Gruppe aus Polen, eine Gruppe der ungarischen Minderheit aus der Slowakei sowie Slowenen aus Kärnten)
- 1997: Polen, Tschechien, Serbien, Rumänien, Lettland, Österreich, Italien, Ballettgruppe aus Spanien
- 1999: Österreich, Polen, Rumänien, Slowakei, Tschechien, Ukraine, Ungarn
- 2001: Georgien, burgenländische Kroaten aus Österreich, Polen, Rumänien, Tschechien, Ungarn
- 2003: Bulgarien, Frankreich, Lettland, Polen, Rumänien, Tschechien, Ungarn
- 2005: Frankreich, Italien, Österreich, Polen, Russland, Slowakei, Tschechien, Zypern
- 2007: Bulgarien, Indonesien, Mexiko, Polen, Russland, Spanien, Tschechien
- 2009: Georgien, Kolumbien, Österreich, Rumänien, Slowenien, Tschechien, Ungarn, Belarus
- 2011: China, Türkei, Polen, Slowakei, Tschechien, Vietnam
- 2013: Australien, Jakutien, Kanada, Österreich, Polen, Slowakei, Tschechien, Ungarn
- 2015: Estland, Georgien, Indien, Mexiko, Paraguay, Slowakei, Slowenien, Tschechien, Ungarn
- 2017: Ägypten, Burundi, Griechenland, Italien, Kolumbien, Kroatien (Tschechen), Norwegen, Polen (Goralen), Rumänien (Ungarn), Slowakei, Tschechien, Ungarn (Slowaken), USA, Belarus
- 2019: Algerien, Bolivien, Georgien, Nepal, Nordmazedonien, Österreich (Burgenland), Peru, Polen, Russland, Slowakei, Slowenien, Tschechien, Ungarn
- 2021: ausgefallen
- 2023: Spanien, Polen, Rumänien, Serbien, Tschechien, Slowakei, Estland, Chilenisches Ensemble aus Frankfurt am Main, Ensemble aus der Demokratischen Republik Kongo aus Leipzig
- 2025: Tschechien, Kroatien, Kolumbien, Polen, Portugal, Rumänien, Senegal, Slowakei, Ukrainisches Ensemble aus Görlitz, Vietnamesisches Ensemble aus Berlin